# Fabienne Hoenke
Fabienne Hoenke (* 20. Januar 2004) ist eine Schweizer Leichtathletin, die sich auf Sprint spezialisiert hat.

## Sportliche Laufbahn
Erste Erfahrungen bei internationalen Meisterschaften sammelte Fabienne Hoenke im Jahr 2023, als sie bei den U20-Europameisterschaften in Jerusalem in 23,60 s den fünften Platz im 200-Meter-Lauf belegte und mit der Schweizer 4-mal-100-Meter-Staffel im Final nicht ins Ziel kam. Im Jahr darauf schied sie bei den Europameisterschaften in Rom mit 23,59 s in der ersten Runde über 200 Meter aus. 2025 belegte sie bei den U23-Europameisterschaften in Bergen in 23,15 s den vierten Platz über 200 Meter und gewann mit der Staffel in 43,39 s die Silbermedaille hinter dem britischen Team.
2023 wurde Hoenke Schweizer Hallenmeisterin im 200-Meter-Lauf.

## Persönliche Bestleistungen
- 100 Meter: 11,53 s (−0,1 m/s), 5. Juli 2025 in Lausanne
  - 60 Meter (Halle): 7,46 s, 4. Mai 2024 in Willisau
- 200 Meter: 22,96 s (+1,3 m/s), 5. Juli 2025 in Lausanne
  - 200 Meter (Halle): 23,63 s, 18. Februar 2024 in St. Gallen